# Melanorivulus
Melanorivulus ist eine Fischgattung aus der Ordnung der Zahnkärpflinge (Cyprinodontiformes) die in Bolivien, Paraguay, Brasilien und Argentinien, in den Einzugsbereichen des oberen Río Paraná, des Rio Paraguay und des Río Uruguay, sowie in den Stromgebieten von Rio Tapajós, Rio Xingu, Rio Araguaia, Rio Tocantins, Rio São Francisco, Rio Parnaíba, im mittleren und östlichen Amazonasbecken und in kleinen, isolierten Flüssen im Bundesstaat Amapá im nördlichen Brasilien vorkommt. Die Gattung gehörte ursprünglich als Untergattung zu Rivulus und bekam erst 2011 den Gattungsrang.

## Merkmale
Melanorivulus-Arten sind sehr klein und erreichen in der Regel nur eine Standardlänge von 2 bis 4 cm. Ihre Flossen sind in der Regel kurz und ihre Färbung ist geprägt von roten Linien und Punktreihen, die in einem Fischgrätenmuster auf den Körperseiten angeordnet sind. Von allen anderen Gattungen der Unterfamilie Rivulinae unterscheidet sich Melanorivulus durch den schwarzen Rand von Rücken-, After- und Schwanzflosse bei den Weibchen. Außerdem zeigen fast alle Weibchen der Gattung zwei dunkelgraue bis schwarze schräge Balken hinter den Augen. Dieses Merkmal tritt nicht bei M. schuncki auf, der einzigen Melanorivulus-Art, die nördlich des Amazonas vorkommt, und möglicherweise die basale Schwesterart aller anderen Melanorivulus-Arten ist.
Von Rivulus unterscheidet sich Melanorivulus vor allem durch die nur basale Beschuppung der Schwanzflosse (bei Rivulus ist die gesamte rumpfseitige Hälfte der Schwanzflosse beschuppt), drei Neuromasten auf den vorderer Überaugenknochen (Supraorbitalia) (vier bei Rivulus), dem Fehlen eines schwarzen runden Flecks mit weißem Rand im vorderen und oberen Bereich des Schwanzstiels (vorhanden bei von Rivulus), die durch eine mittige Lücke voneinander getrennte dorsale und ventrale Hypuralia (verschmolzen bei Rivulus), die gut entwickelten Neuralbögen der Schwanzwirbel (rudimentär bei Rivulus) und durch eine bezahnte vierte Ceratobranchiale (“unterer Schlundkiefer”) (unbezahnt bei Rivulus).

## Lebensraum
Melanorivulus-Arten kommen ausschließlich in Sümpfen und sehr flachen, sumpfigen Randbereichen von Flüssen vor. In der Regel sind diese Gewässerregionen weniger als 15 cm tief, mit klarem Wasser und schlammigen, orangefarbenen, tonigen Böden. Viele der Gewässer liegen in Savannen und Buriti-Palmen stellen einen Teil der Ufervegetation. Einigen Arten leben im Flachland, die meisten aber in den Hochebenen des zentralen Brasilien in Höhen von 200 bis 1000 Metern. In den gleichen Biotopen kommen oft auch die Saisonfische der Gattung Simpsonichthys vor.

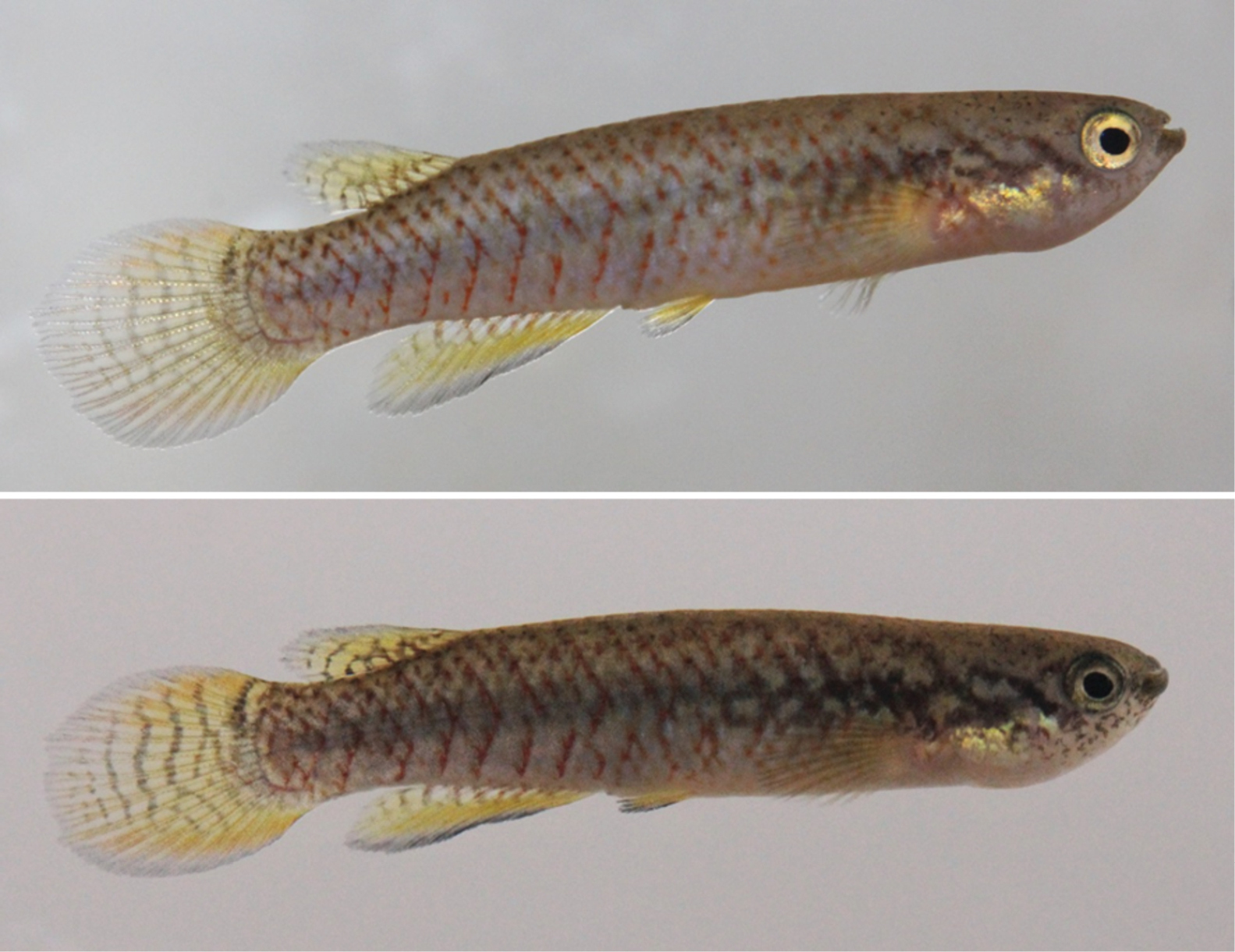
Melanorivulus amambaiensis

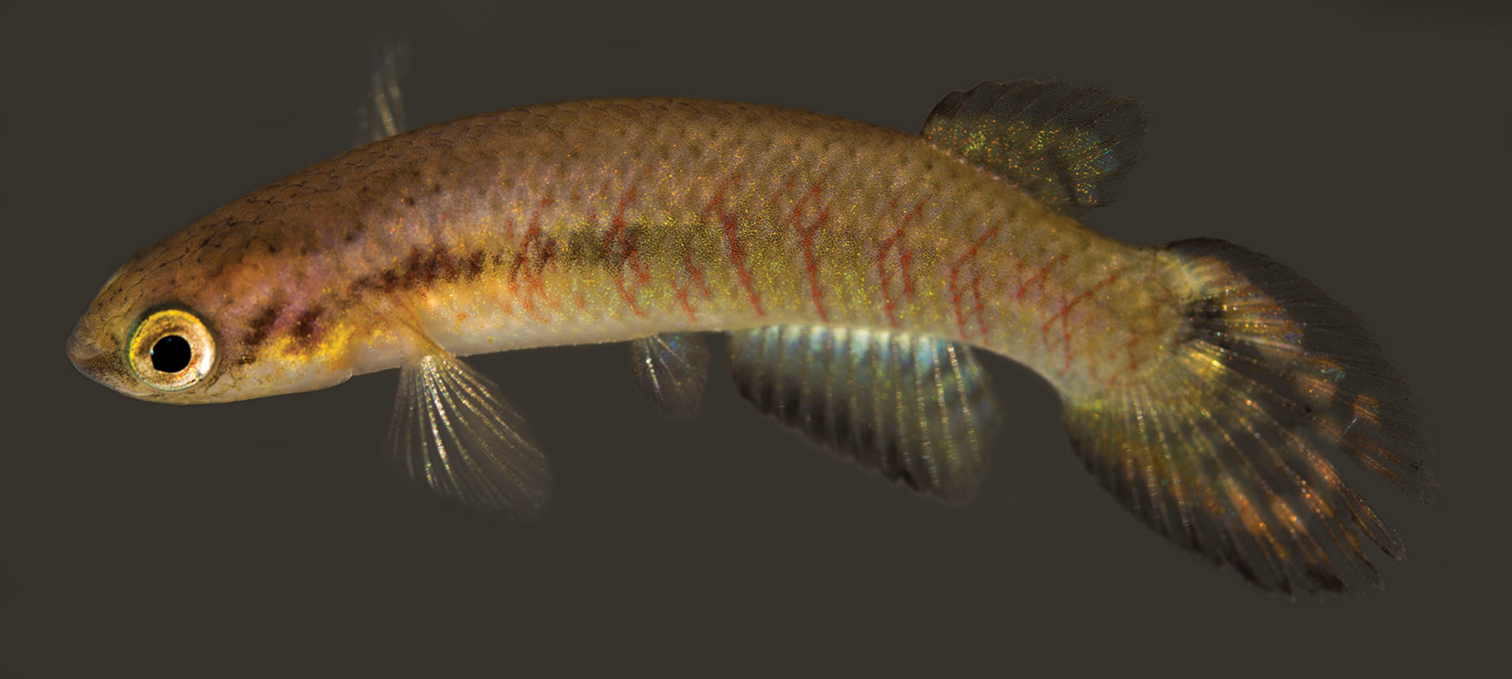
Melanorivulus dapazi

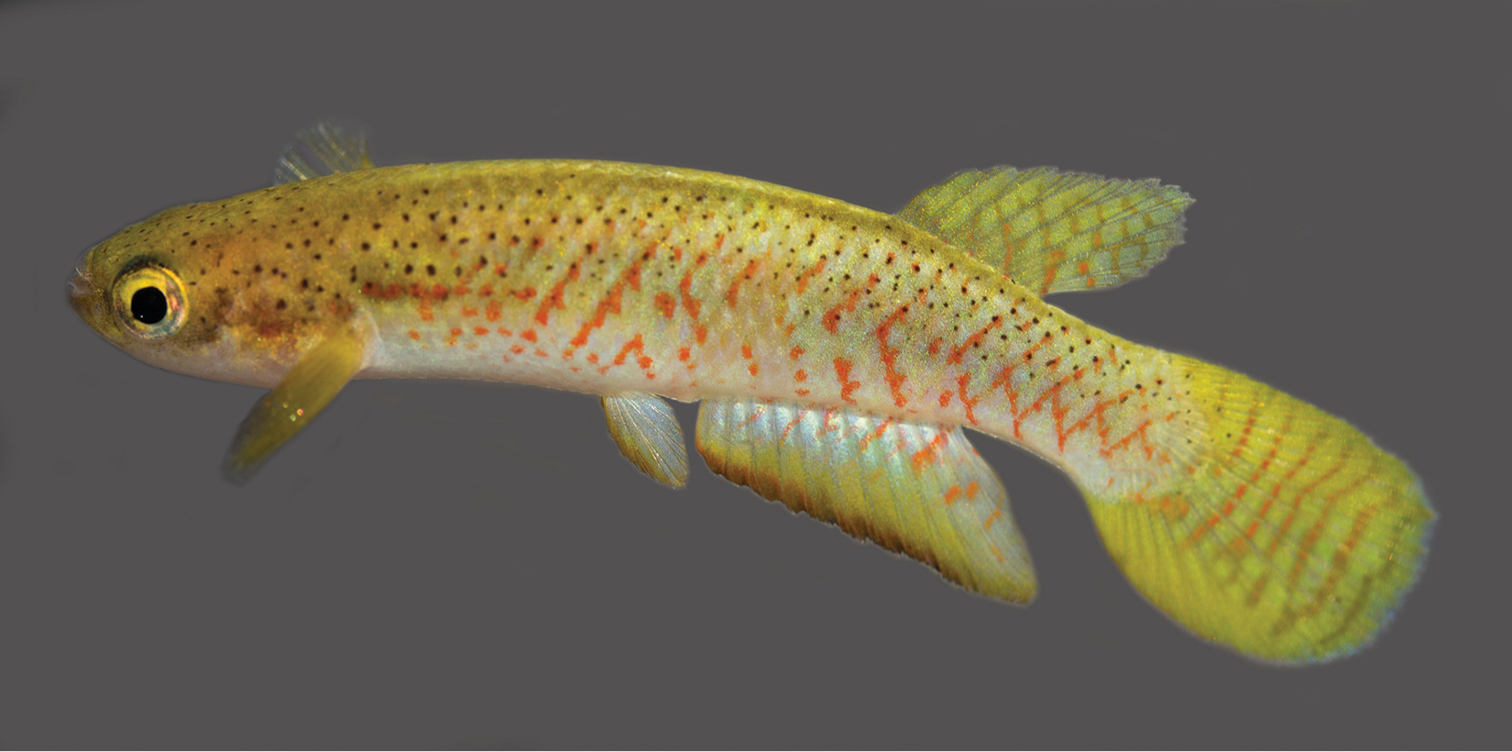
Melanorivulus flavipinnis

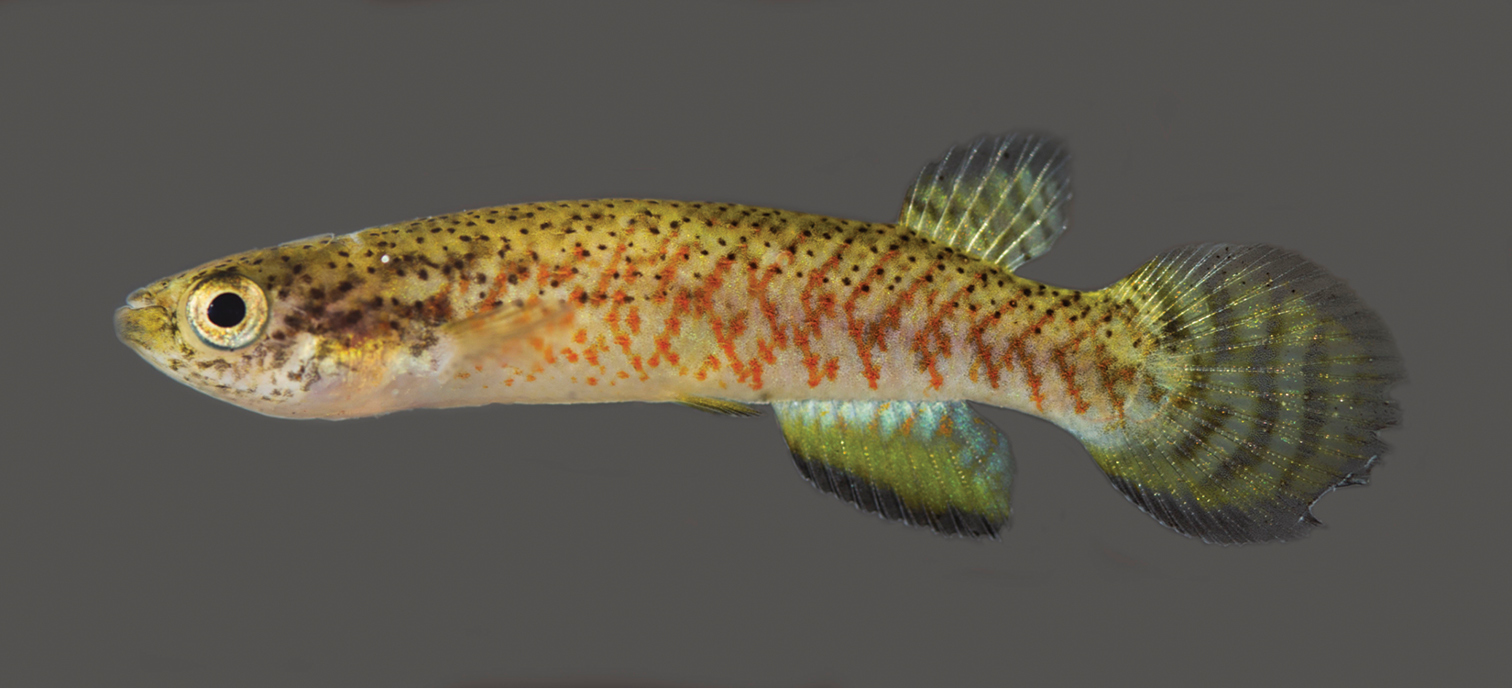
Melanorivulus ignescens

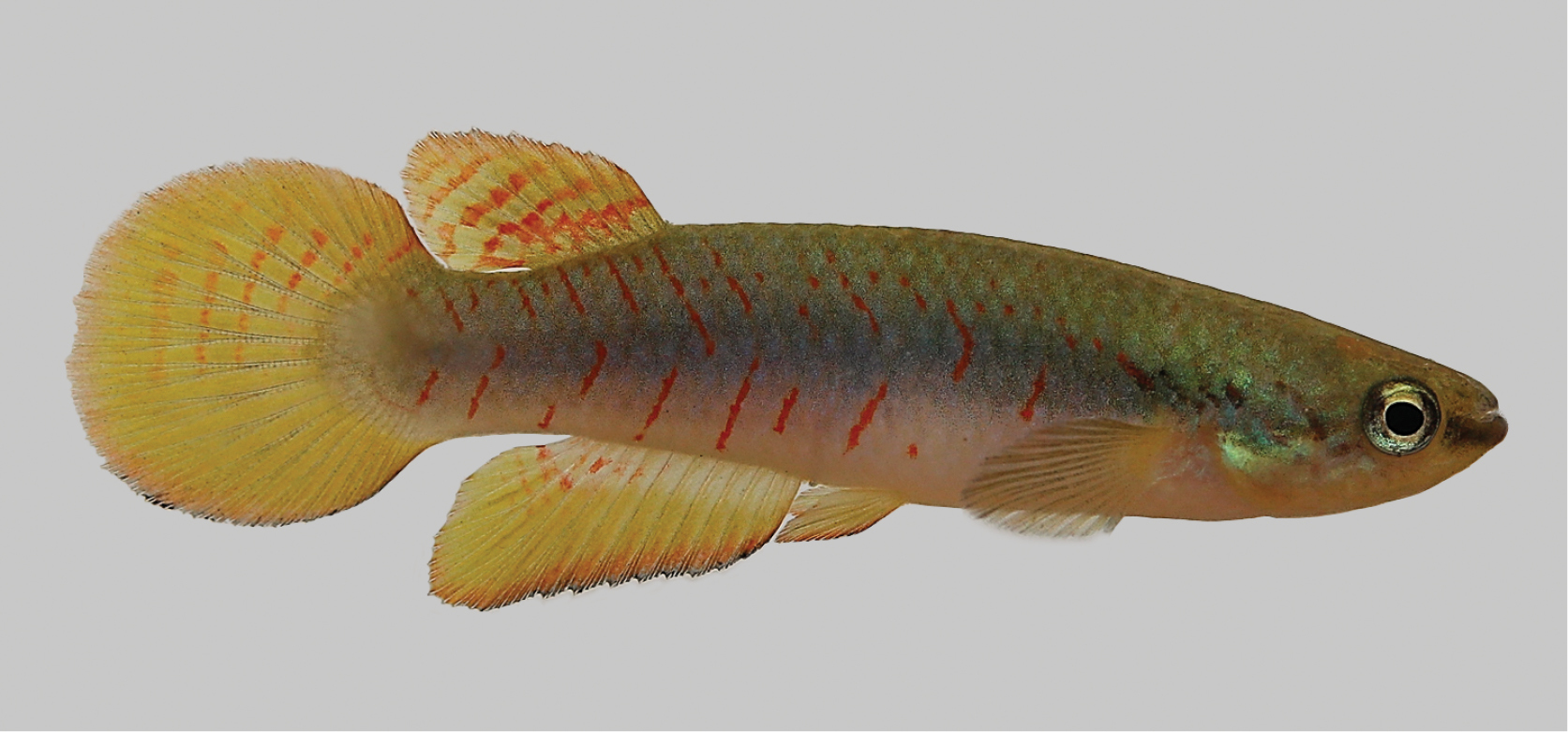
Melanorivulus interruptus

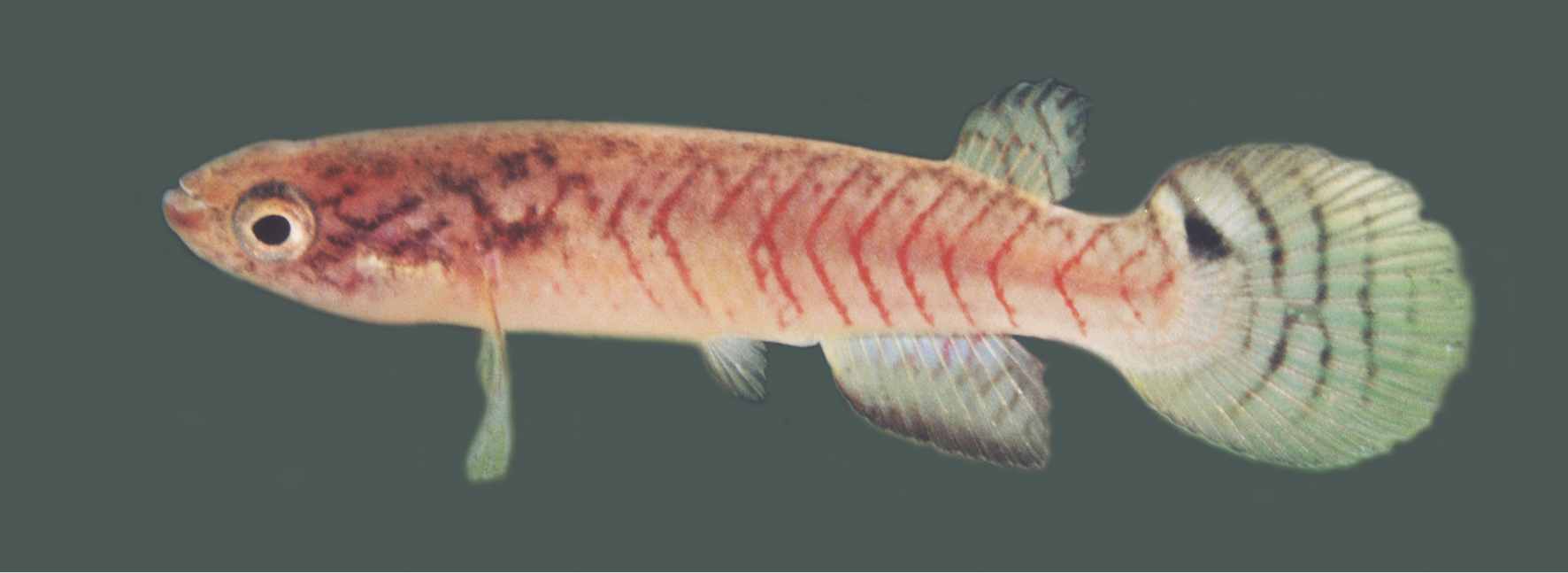
Melanorivulus linearis

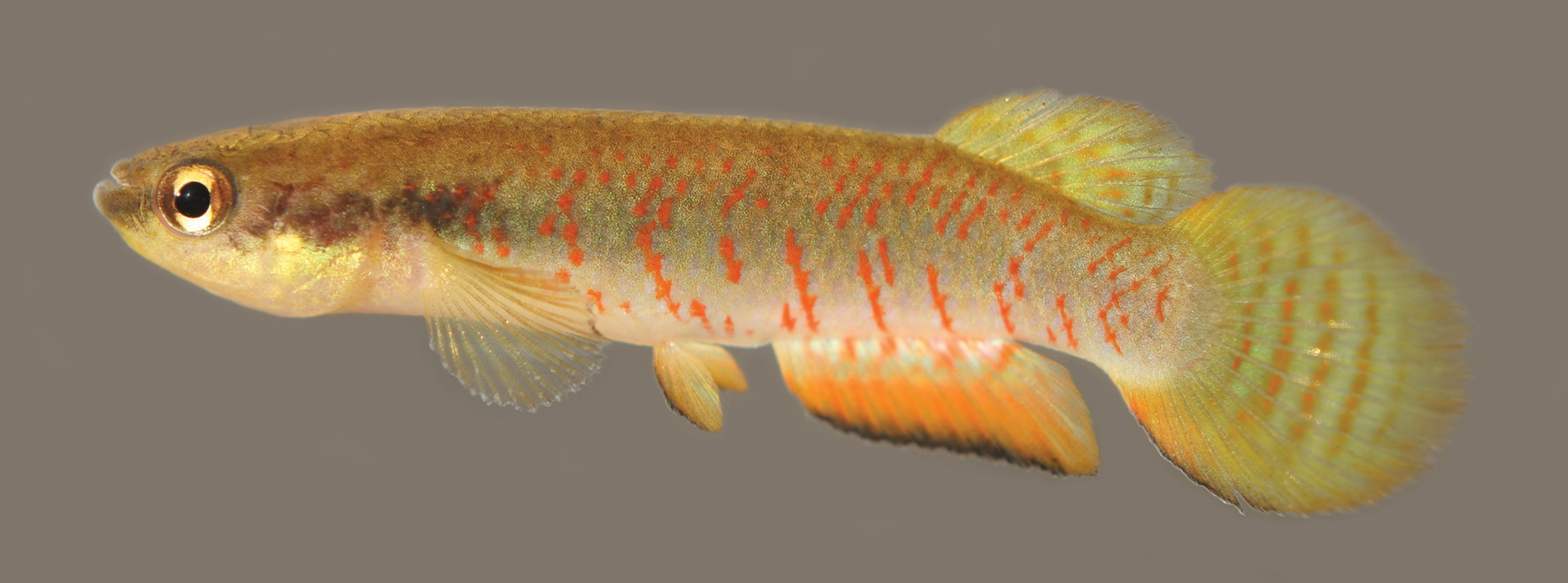
Melanorivulus nigromarginatus

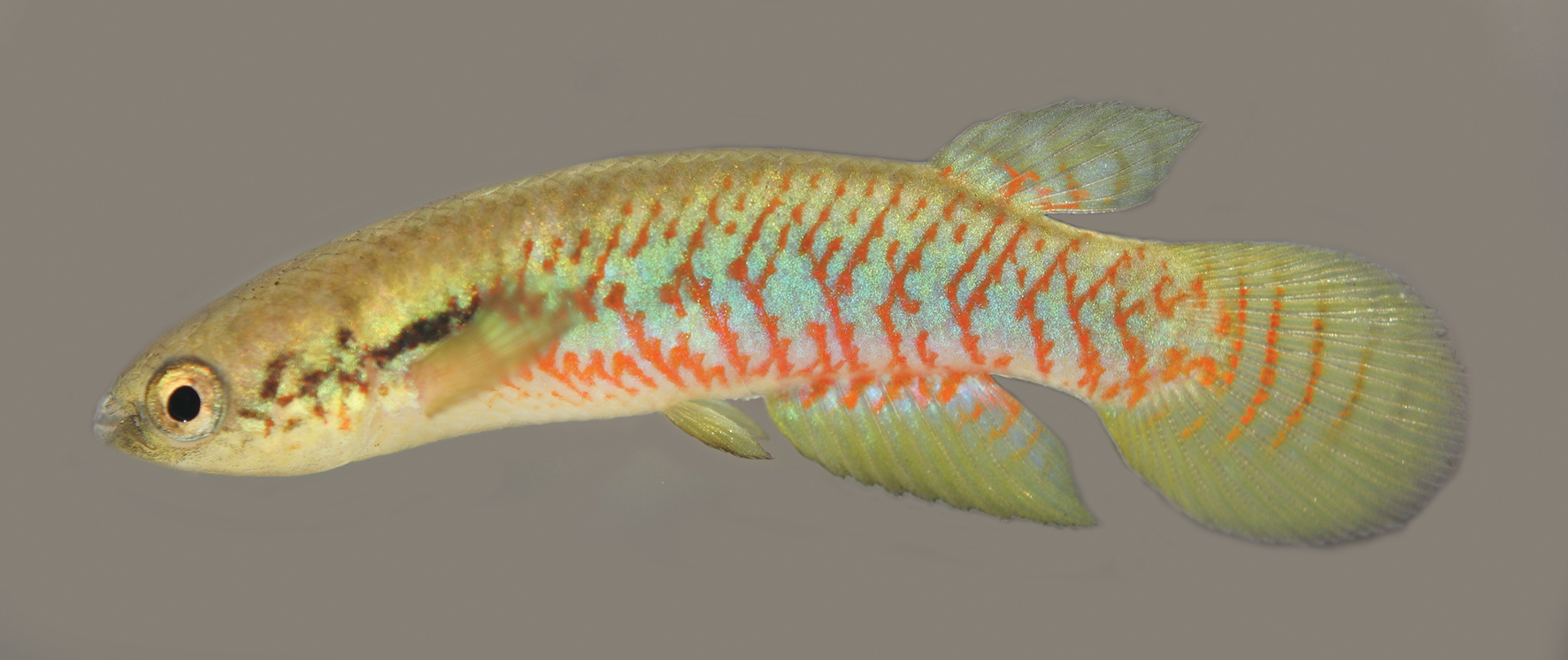
Melanorivulus proximus

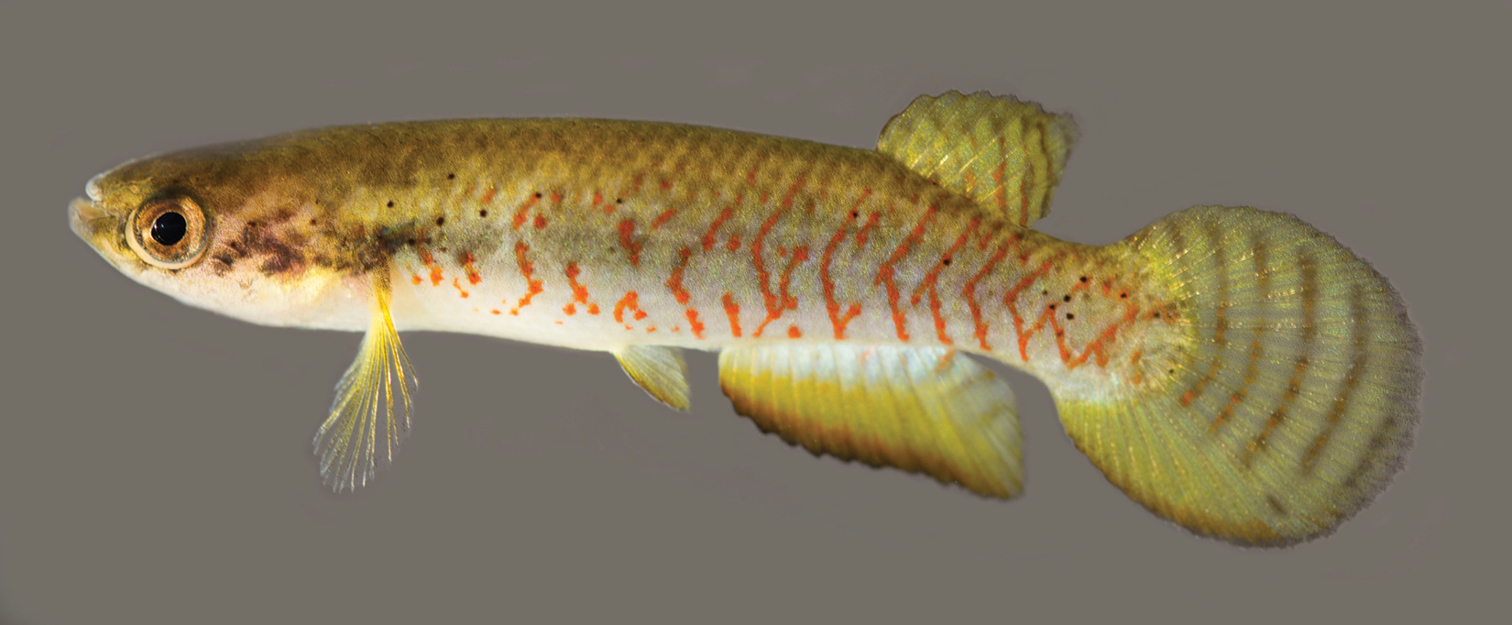
Melanorivulus regularis

## Arten
Die Gattung Melanorivulus umfasst folgende 64 Arten:
- schuncki-Gruppe

- Melanorivulus schuncki (Costa & de Luca, 2011)

- zygonectes-Gruppe

- Melanorivulus aithogrammus Nielsen & Britzke, 2019
- Melanorivulus bororo (Costa, 2008)
- Melanorivulus britzkei Nielsen, 2017
- Melanorivulus canesi Nielsen, 2017
- Melanorivulus crixas (Costa, 2007)
- Melanorivulus imperatrizensis Nielsen & Pinto, 2015
- Melanorivulus javahe (Costa, 2007)
- Melanorivulus karaja (Costa, 2007)
- Melanorivulus kayabi (Costa, 2008)
- Melanorivulus megaroni (Costa, 2010)
- Melanorivulus melanopterus Nielsen & Ohara, 2024
- Melanorivulus modestus (Costa, 1991)
- Melanorivulus paresi (Costa, 2008)
- Melanorivulus parnaibensis (Costa, 2003)
- Melanorivulus petrisecundi Costa, 2016
- Melanorivulus rubromarginatus (Costa, 2007)
- Melanorivulus rubroreticulatus Costa, Amorim & Bragança, 2014
- Melanorivulus salmonicaudus (Costa, 2007)
- Melanorivulus spixi Costa, 2016
- Melanorivulus wallacei Costa, 2016
- Melanorivulus zygonectes (Myers, 1927)

- punctatus-Gruppe
  - pinima-Komplex
    - Melanorivulus illuminatus (Costa, 2007)
    - Melanorivulus kayapo (Costa, 2006)
    - Melanorivulus kunzei Costa, 2012
    - Melanorivulus pinima (Costa, 1989)

  - punctatus-Komplex
    - Melanorivulus cyanopterus (Costa, 2005)
    - Melanorivulus punctatus (Boulenger, 1895), Typusart
    - Melanorivulus rossoi (Costa, 2005)

  - pictus-Komplex
    - Melanorivulus amambaiensis Volcan, Severo-Neto & Lanés, 2018
    - Melanorivulus apiamici (Costa, 1989)
    - Melanorivulus egens (Costa, 2005)
    - Melanorivulus faucireticulatus (Costa, 2008)
    - Melanorivulus formosensis (Costa, 2008)
    - Melanorivulus giarettai (Costa, 2008)
    - Melanorivulus interruptus Volcan, Severo-Neto & Lanés, 2018
    - Melanorivulus ivinhemensis Volcan, Severo-Neto & Lanés, 2018
    - Melanorivulus larissae Ywamoto, Nielsen & Oliveira, 2020
    - Melanorivulus leali Costa, 2013
    - Melanorivulus linearis Costa, 2018
    - Melanorivulus litteratus (Costa, 2005)
    - Melanorivulus nelsoni Deprá, Silva & da Graça, 2017
    - Melanorivulus nigromarginatus Costa, 2018
    - Melanorivulus nigropunctatus Volcan, Klotzel & Lanés, 2017
    - Melanorivulus ofaie Volcan, Klotzel & Lanés, 2017
    - Melanorivulus paracatuensis (Costa, 2003)
    - Melanorivulus pictus (Costa, 1989)
    - Melanorivulus planaltinus (Costa & Brasil, 2008)
    - Melanorivulus polychromus Nielsen, Neves, Ywamoto & de Aguiar Passos, 2016
    - Melanorivulus proximus Costa, 2018
    - Melanorivulus rutilicaudus (Costa, 2005)
    - Melanorivulus scalaris (Costa, 2005)
    - Melanorivulus terena Volcan, Severo-Neto & Lanés, 2024
    - Melanorivulus ubirajarai Costa, 2012
    - Melanorivulus vittatus (Costa, 1989)

  - dapazi-Komplex
    - Melanorivulus dapazi (Costa, 2005)
    - Melanorivulus flavipinnis Costa 2017
    - Melanorivulus ignescens Costa 2017
    - Melanorivulus regularis Costa 2017

  - decoratus-Komplex
    - Melanorivulus atlanticus Costa, Bragança & Ottoni, 2015
    - Melanorivulus decoratus (Costa, 1989)
    - Melanorivulus jalapensis (Costa, 2010)
- Verwandtschaft unklar

- Melanorivulus pindorama Costa, 2012  (möglicherweise Naturhybrid zwischen M. jalapensis und M. zygonectes-Gruppe)
- Melanorivulus violaceus (Costa, 1991)  (möglicherweise Naturhybrid zwischen M. punctatus-Gruppe und M. zygonectes-Gruppe)